# Romain Duguet
Romain Duguet est un cavalier suisse né le 7 octobre 1980 à Reims (France). Concourant au départ sous les couleurs françaises, il choisit en 2013 de devenir suisse, pays dans lequel il s’entraîne depuis 2003. Le numéro un suisse, Steve Guerdat, l'aide alors à s'intégrer au sein de l’équipe suisse de saut d'obstacles.

## Palmarès
- 2015 : 
  - vainqueur du Saut Hermès avec Quorida de Treho[3].
  - troisième par équipes aux Championnats d'Europe de saut d'obstacles  avec Quorida de Treho.
- 2017 : 
  - 2e de la finale de la Coupe du monde avec Twentytwo des Biches[4]